# Cascade Tratringua
Die Cascade Tratringua (auch: Chute de Tratringua) ist ein Wasserfall auf der Insel Anjouan im Inselstaat Komoren.

## Geographie
Der Wasserfall liegt südlich des Ortes Chandra im Talkessel der Cuvette..